# 拓扑学

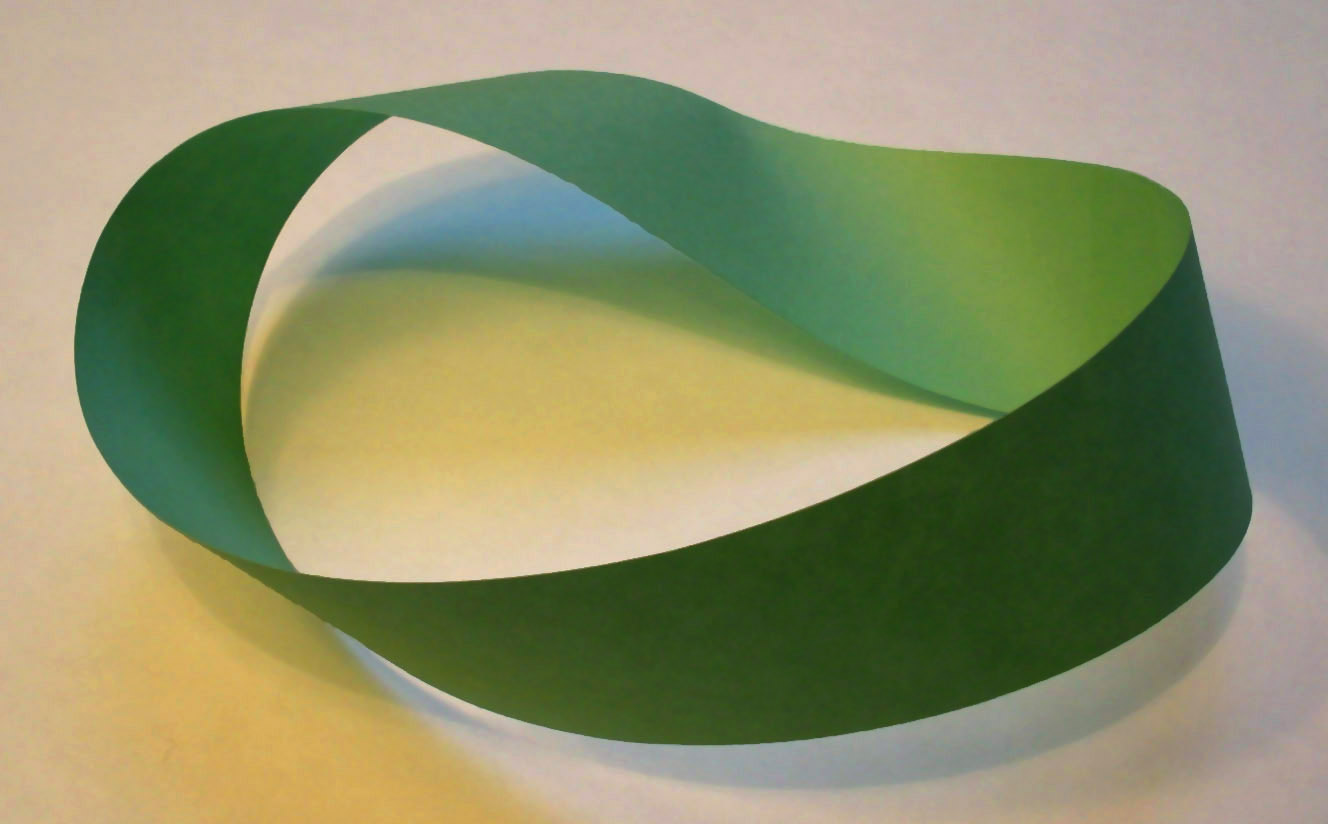
莫比烏斯帶，只有一個面與一個邊，為拓撲學所研究物件的一类。

在數學裡，拓撲學（英語：Topology）也可寫成拓樸學，或意譯為位相幾何學，是一門研究拓撲空間的學科，主要研究空間內，在連續變化下維持不變的性質。在拓撲學裡，重要的拓撲性質包括連通性與緊緻性。
拓撲學是由幾何學與集合論裡發展出來的學科，研究空間、維度與變換等概念。這些詞彙的來源可追溯至哥特佛萊德·萊布尼茲，他在17世紀提出「位置的幾何學」（geometria situs）和「位相分析」（analysis situs）的說法。莱昂哈德·歐拉的柯尼斯堡七橋問題與歐拉示性數被認為是該領域最初的定理。「拓撲學」一詞由利斯廷於19世紀提出，雖然直到20世紀初，拓撲空間的概念才開始發展起來。到了20世紀中葉，拓撲學已成為數學的一大分支。
拓撲學有許多子領域：
- 一般拓撲學建立拓撲的基礎，並研究拓撲空間的性質，以及與拓撲空間相關的概念。一般拓撲學亦被稱為點集拓撲學，被用於其他數學領域（如緊緻性與連通性等主題）之中。
- 代數拓撲學運用同調與同倫群等代數結構量測連通性的程度。
- 微分拓撲學研究在微分流形上的可微函數，與微分幾何密切相關，並一齊組成微分流形的幾何理論。
- 幾何拓撲學主要研究流形與其對其他流形的嵌入。幾何拓撲學中一個特別活躍的領域為「低維拓撲學」，研究四維以下的流形。幾何拓撲學亦包括「紐結理論」，研究數學上的紐結。

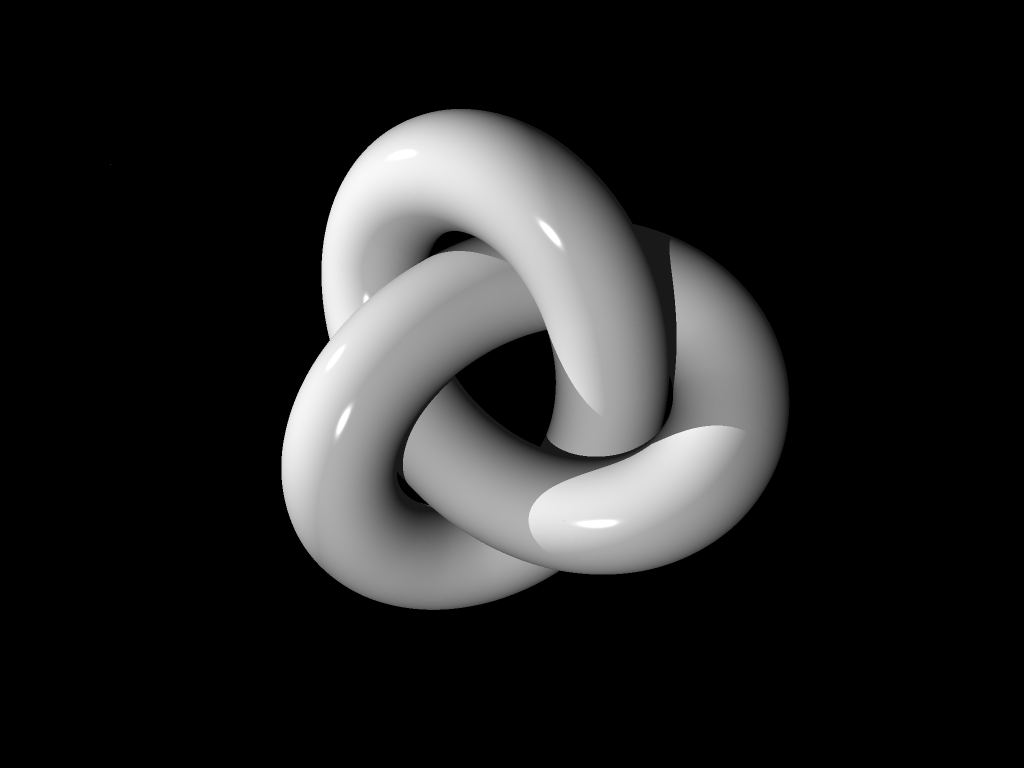
三葉結是最簡單的非平凡紐結。

## 歷史

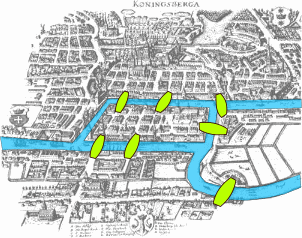
柯尼斯堡七橋問題被認為是拓撲學裡最初的定理，由莱昂哈德·歐拉所解出。

拓撲學開始於對幾何上特定問題的研究。李昂哈德·歐拉於1736年有關柯尼斯堡七橋問題的論文被認為是現代拓撲學的第一份學術著作。
「拓撲學」一詞於1847年由利斯廷在《Vorstudien zur Topologie》一書中提出。拓撲學的英文於1883年在自然雜誌上對利斯廷的訃文中第一次出現，用來區分「...定性的幾何學，於主要被以定量關係對待的一般幾何學中」。不過，上述用詞都與現代對拓撲學的定義不完全相同。
現代拓撲學主要依靠集合論的概念。集合論由格奧爾格·康托爾於19世紀後半所發展。除了建立起集合論的基本概念外，康托爾亦將歐氏空間裡的點集合作為他對傅立葉級數之研究的一部分。
儒勒·昂利·龐加萊於1895年發表論文《相位分析》（Analysis Situs），引進同倫與同調的概念，這些概念現在被認為是代數拓撲的一部分。
統合格奧爾格·康托爾、維多·沃爾泰拉、西薩爾·阿爾澤拉、雅克·阿達馬與朱利奧·阿斯科利等人對函數空間的成果，莫里斯·弗雷歇於1906年引入度量空間的概念。度量空間現在被認為是一般拓撲空間的特例。於1914年，費利克斯·豪斯多夫提出「拓撲空間」一詞，並給出現代稱之豪斯多夫空間的定義。今日的拓撲空間之定義為豪斯多夫空間稍微的推廣，由卡齊米日·庫拉托夫斯基於1922年所給出。

## 中文譯名
中國第一本拓撲學書籍，是江澤涵由德語著作翻譯，書名譯為《拓撲學》，於1947年出版。按江澤涵所述，他不是創造「拓撲學」名詞的人，在1939年他在西南聯大授課時，用的名詞是「形勢幾何學」，後來姜立夫提議，因為「想找出一个合适名词来刻划这门学科是没有可能的」，於是仿照「幾何學」音譯geometry的辦法，使用音譯的「拓撲學」。首先創造譯名者，可能是姜立夫，也可能是陳省身。陳省身在《學算六十年》回憶文章中說：「姜[立夫]先生1946年去美，创所工作便落在我的身上。我着重于“训练新人”。最初一批研究人员，大多是大学新毕业的学生。我每周讲12小时的课，授“拓扑学”（拓扑译名即是那时起的）。」

## 簡介
拓撲學可定義為「對特定物件（稱為拓撲空間）在特定變換（稱為連續映射）下不變之性質的研究，尤其是那些在特定可逆變換（稱為同胚）下不變之性質。」
拓撲被用來指附加於一集合  {\displaystyle X} 上的結構，該結構基本上會將集合  {\displaystyle X} 描繪成一拓撲空間，使之能處理在變換下的收斂性、連通性與連續性等性質。
拓撲空間幾乎會自然地出現在數學的每個分支裡。這使得拓撲學成為數學中的重要統合概念之一。
激勵拓撲學裡的洞見來自於一些不依靠物件實際形狀，而是其組織方式的幾何問題。例如，正方形與圓形有許多共通之性質：兩者在拓撲學看来均為一維物件，且都能將平面分成外部及內部兩個部分。
在拓撲學的第一篇論文中，李昂哈德·歐拉證明，在七座橋都恰只通過一次的情況下，不可能找到一條通過柯尼斯堡（現為加里寧格勒）的路。此一結論不依靠橋的長度，以及其之間的距離，而只與其連通性質有關：哪座橋會連接哪兩座島與河岸。這個問題被稱為柯尼斯堡七橋問題，且導致了圖論的發展。
同樣地，代數拓撲上的毛球定理表示，「沒有人能撫平毛球上的毛，而沒有翹起的毛。」這個事實能立即讓大多數人信服，儘管他們可能不知道該定理更形式化的陳述，即球體上不存在非零連續切向量場。如同「柯尼斯堡七橋問題」一般，此一結論亦不依靠球體的形狀，而可適用於任何一類光滑表面，只要表面上沒有洞。
為了處理這些不依靠物件實際形狀的問題，必須清楚知道這些問題只依靠著何種性質。這產生出了同胚的概念。不可能只穿越每座橋一次能適用於其排列同胚於那些在柯尼斯堡裡七座橋之橋梁；而毛球定理也適用於任何與球體同胚之形狀。
直觀上來看，兩個空間同胚，若其中一個空間可不須切開或黏合即可變形成另一個空間。一個古老的笑話為，拓撲學無法分辨咖啡杯與甜甜圈，因為足夠柔軟的甜甜圈可被凹成一個杯底，中間的洞則可縮成一個手柄。
同胚可以被認為是最基本的「拓撲等價」。另一種為同倫等價。很難不使用到專業術語來描述同倫，但其中一個重要的概念為，兩個物件為同倫等價，若兩者都可由某個較大的物件「壓扁」而成。
| 英文字母的等價類： | 英文字母的等價類： |
| 同胚               | 同倫等價           |
| ------------------ | ------------------ |
|                    |                    |

拓扑学入门时一個簡單的練習題為，將大寫的英文字母以同胚等價及同倫等價分類。其結果部分會取決於所用的字型，這裡則使用無襯線Myriad字型。同倫是個較同胚來得粗糙的關係；一個同倫等價類能包含多個同胚類。例如，{\displaystyle O} 有一個洞，{\displaystyle P} 有一個洞及一個尾巴，兩者不同胚；但因為  {\displaystyle P} 的尾巴可被壓扁成「洞」的一部分，所以  {\displaystyle O} 與  {\displaystyle P} 同倫。
上述的同胚類包括：
- 沒有洞、
- 沒有洞及有三個尾巴、
- 沒有洞及有四個尾巴、
- 有一個洞及沒有尾巴、
- 有一個洞及一個尾巴、
- 有一個洞及兩個尾巴、
- 有兩個洞及沒有尾巴、
- 有一橫槓及四個尾巴[註 3]

同倫類則較大，因為尾巴可以被壓扁到一點，分別為：
- 一個洞、
- 兩個洞、
- 沒有洞。

為了正確分類字母，必須證明兩個在同一類裡的字母等價，且兩個在不同類裡的字母不等價。在同胚的情形下，可以透過選擇移除的點來看字母是否會被拆成不同的部分。例如，{\displaystyle X} 與 {\displaystyle Y} 不同胚，因為移除 {\displaystyle X} 的中心部分會拆成 4 個部分；而移除 {\displaystyle Y} 相應之部分後，則會拆成 3 個部分。同倫等價的情形則較為困難，需要一個用來表示代數不同量的更精細之參數，這個參數在不同的類別裡會不同。
字母拓撲在模版印刷裡是有其實際意義的。

## 概念

### 集合上的拓撲
非正式地說，「拓撲」是指一個集合裡的元素之間空間上的關連。相同的集合可以有不同的拓撲。例如，實數線、複平面及康托爾集可被視為具有不同拓撲的相同集合。
形式上來看，令 {\displaystyle X} 為一集合，且 {\displaystyle \tau } 為 {\displaystyle X} 的子集族；則 {\displaystyle \tau } 稱之為「{\displaystyle X} 上的拓撲」，若：
1. 空集合與 {\displaystyle X} 均為 {\displaystyle \tau } 的元素
2. {\displaystyle \tau } 內元素間的任何聯集均為 {\displaystyle \tau } 的元素
3. {\displaystyle \tau } 內有限多個元素間的任何交集均為 {\displaystyle \tau } 的元素

若 {\displaystyle \tau } 為 {\displaystyle X} 上的拓撲，則二元對 ({\displaystyle X}, {\displaystyle \tau }) 稱之為「拓撲空間」。符號 {\displaystyle X_{\tau }} 可用來標記具有特定拓撲 {\displaystyle \tau } 的集合 {\displaystyle X}。
{\displaystyle \tau } 的元素被稱為 {\displaystyle X} 內的開集合。{\displaystyle X} 的子集被稱為閉集合，若其補集為 {\displaystyle \tau } 內的元素。{\displaystyle X} 的子集可能是開集合、閉集合、兩者都是（閉開集），或兩者都不是。空集合及 {\displaystyle X} 自身永遠都同時是開集合與閉集合。一個包含點 {\displaystyle x} 的開集合稱之為 {\displaystyle x} 的「鄰域」。
一個具拓撲的集合稱之為拓撲空間。

### 連續函數與同胚
拓撲空間之間的函數被稱為「連續」的，若任一開集合的原像均為開集合。若函數將實數映射至實數，則其連續之定義等價於微積分內對連續之定義。若一連續函數為一對一且滿射，且若其反函數亦為連續，則該函數稱之為同胚，且該函數的定義域被稱為同胚於其值域。

### 流形
因為拓撲空間極為多變且奇特，許多拓撲學的領域會專注於被稱為流形的更為熟悉之空間。「流形」是一個拓撲空間，在每一點附近都類似歐氏空間。更確切地說，每個 {\displaystyle n} 維流形上的點均有個與 {\displaystyle n} 維歐氏空間同胚之鄰域。線與圓是一維流形，而雙扭線不是。二維流形亦稱之為曲面。

## 主題

### 一般拓撲學
一般拓撲學是拓撲學的分支，處理用於拓撲學的基本集合論定義與建構。一般拓撲學是拓撲學內大多數分支的基礎，包括微分拓撲學、幾何拓撲學與代數拓撲學。一般拓撲學又稱為點集拓撲學。
點集拓撲學的基本概念為「連續性」、「緊緻性」與「連通性」。直觀來看，連續函數將鄰近的點映射至鄰近的點上。緊緻集合為可被有限多個任意小之集合覆蓋之集合。連通集合為不能被分成兩個拆開之部分的集合。「鄰近」、「任意小」與「拆開」等詞都可以透過使用開集合來精確定義。若改變了開集合的定義，連續函數、緊緻集合與連通集合的定義亦會改變。每個對「開集合」定義之選擇均是一個「拓撲」。具拓撲之集合稱之為「拓撲空間」。
「度量空間」是個可為距離指配一個被稱為「度量」之數值的一類拓撲空間。擁有度量能簡化許多證明，而許多常見的拓撲空間也都是度量空間。

### 代數拓撲學
代數拓撲學為數學的一個分支，使用抽象代數裡的工具來研究拓撲空間。其基本目標為尋找代數不變量，以分類同胚意義下的拓撲空間，但最常分類的是同倫等價下的拓撲空間。
其中最重要的不變量有同倫群、同調與上同調。
雖然代數拓撲學主要是使用代數來研究拓撲問題，但使用拓撲學來解決代數問題，有時也是有可能的。例如，代數拓撲數能輕易地證明自由群的任一個子群仍是個自由群。

### 微分拓撲學
微分拓撲學是一門學科，研究在微分流形上的可微函數，與微分幾何密切相關，並一齊組成微分流形的幾何理論。
更具體來說，微分拓撲考慮只依靠定義在流形上之光滑結構的性質與結構。可在光滑流形上附加額外的幾何結構，以用來阻礙存在於微分拓撲中的某幾類等價與形變。例如，體積與黎曼曲率是可區分相同光滑流形上的不同幾何結構之不變量；亦即，雖然可光滑地「攤平」某些流形，但可能需要扭曲空間，並影響其曲率或體積。

### 幾何拓撲學
幾何拓撲學是拓撲學的一個分支，主要側重於低維流形及其與幾何之互動的研究，但亦包括部分較高維拓撲。幾何拓撲學的研究主題包括可定向性、柄分解、局部平坦與平面及高維商弗力士定理。
在高維拓撲裡，特徵類是個基本的不變量，割補理論是其重要理論。
低維拓撲具有強烈幾何含意，體現在二維的單值化定理裡，這個曲面都有一個常數曲率的度量；幾何上來說，每個曲面都會是下面 3 種幾何的其中一種：正曲率/球面、零曲率/平面、負曲率/雙曲面。三維的幾何化猜想表示，每個三維流形都可被分解成數個質流形，而每個質流形都會是八種幾何的其中一種。
二維拓撲可被視為具單一變數的複幾何來研究。透過單值化定理，每類共形的度量都會等價於一個唯一的複流形。而四維拓撲則可被視為具有二個變數的複幾何（複曲面）來研究，雖然不是每個四維流形都能有一個複結構。

### 推廣
有時需要用到拓撲學裡的工具時，不一定存在「點的集合」。在無點拓撲學裡，考慮改以開集合的格來作為該理論的基本概念；而格羅滕迪克拓撲則是個定義在任意範疇上的結構，允許在這些範疇上定義出層，以及一般上同調理論的定義。

## 應用

### 生物學
紐結理論是拓撲學的一個分支，用於生物學中，以研究DNA內特定酶的影響。這些酶會切斷、扭曲且重新連接 DNA，形成電泳速率較慢的可觀察結果。拓撲學也被用於演化生物學裡，以表示表現型與基因型間的關係。基因型的改變對表現型的改變之影響方式，可決定是否只需少數的突變，即可呈現出極為不同的表現型來。

### 電腦科學
拓撲數據分析使用代數拓撲學裡的技術，以確認一個集合的大尺度結構。拓撲數據分析使用的主要方法為：
1. 將一組數據線以單純複形替代，並以鄰近参数索引。
2. 使用代數拓撲學[註 14]分析這些拓撲複形[19]。
3. 以參數形式的貝蒂數編碼一組數據的持續同調，稱之為「條碼」[19]。

### 物理學
在物理學裡，拓撲學被用於量子場論及宇宙論等領域。
拓撲量子場論（或稱拓撲場論）是一個用來計算拓撲不變量的量子場論。
雖然拓撲量子場論是由物理學家所發明，但亦與數學相關，與代數拓撲學裡的紐結理論及四維流形之理論，以及代數幾何裡的模空間之理論等，均有關連。唐納森、瓊斯、維騰與孔采維奇等菲爾茲獎得主，其工作均與拓撲場論有關。
在宇宙論裡，拓撲學可用來描述宇宙的整體形狀。這個領域被稱為時空拓撲學。

### 機器人
機器人的各種可能姿勢可透過被稱為位形空間的流形來描述。在運動規劃裡，會找出在位形空間內兩個點間的路徑。這些路徑表示機器人關節等部分移至所需位置與姿勢的運動。

### 輸電網路
拓撲在輸電網路中，指網路建構與運行的路徑，其根據系統可靠度的要求、負載和發電特性而有所不同。一般輸電網路的拓撲可分為樹狀與網狀兩種結構。輸電與配電網路最簡單的拓撲是樹狀結構，由中央調控的高電壓、大電流電力，藉由變電站逐步降低電壓、電流，分配至各樹狀分支線路中，直到到達目標家庭用戶和企業用戶為止。但是，單個節點故障可能會導致節點以下分支網路的失效。網狀結構可以提供更高的可靠度，但是其運作與管理相對複雜。

## 延伸閱讀
- Ryszard Engelking. . Sigma Series in Pure Mathematics. Heldermann Verlag. 1989年12月. ISBN 3-88538-006-4.
- Nicolas Bourbaki. . Addison–Wesley. 1966.
- Breitenberger, E. . James, I. M.  (编). . North Holland. 2006. ISBN 978-0-444-82375-5.
- Kelley, John L. . Springer-Verlag. 1975. ISBN 0-387-90125-6.
- Brown, Ronald. . Booksurge. 2006  [2015-09-20]. ISBN 1-4196-2722-8. （原始内容存档于2016-03-12）. （對一般拓撲學提供有用的幾何觀點，並使用原群來討論塞弗特－范坎彭定理、覆疊空間及群作用等主題。）
- Wacław Sierpiński. . Dover Publications. 2000. ISBN 0-486-41148-6.
- Pickover, Clifford A. . Thunder's Mouth Press. 2006. ISBN 1-56025-826-8. （對拓撲學及幾何學提供簡要的介紹）
- Gemignani, Michael C.,  2nd, Dover  Publications Inc., 1990 [1967], ISBN 0-486-66522-4
- C. Wayne Patty. . USA: PWS-KENT Publishing Company. 1993. ISBN 0-534-93264-9.

## 外部連結
- , , EMS Press, 2001 （英语）
- Elementary Topology: A First Course （页面存档备份，存于） Viro, Ivanov, Netsvetaev, Kharlamov.
- 中的“拓扑学”
- The Topological Zoo （页面存档备份，存于） at The Geometry Center.
- Topology Atlas
- Topology Course Lecture Notes Aisling McCluskey and Brian McMaster, Topology Atlas.
- Topology Glossary
- Moscow 1935: Topology moving towards America （页面存档备份，存于）, a historical essay by Hassler Whitney.